# Arichanna pallidaria
Arichanna pallidaria är en fjärilsart som beskrevs av John Henry Leech 1897. Arichanna pallidaria ingår i släktet Arichanna och familjen mätare. Inga underarter finns listade i Catalogue of Life.